# Tiếng Mao Nam
Tiếng Mao Nam (Vah kiong naemz, tiếng Trung: 毛南语; bính âm: Máonán yǔ) là một ngôn ngữ Đồng–Thủy được nói chủ yếu ở Trung Quốc bởi người Mao Nam, đặc biệt là miền bắc Quảng Tây (huyện tự trị Hoàn Giang, Hà Trì) và miền nam Quý Châu.

## Nhân khẩu
Khoảng một nửa số người Mao Nam có khả năng nói tiếng Mao Nam. Ngoài ra, nhiều người Mao Nam cũng nói tiếng Trung Quốc hoặc tiếng Tráng. Khoảng 1/3 số người tự nhận mình là Mao Nam tập trung ở tỉnh miền nam Quý Châu. Họ nói một phương ngữ có sự thông hiểu thấp thường được gọi là Dương Quang, thường được gọi là tiếng Then trong các tài liệu phương Tây.
Ngoài Huyện tự trị dân tộc Mao Nam Hoàn Giang ở Quảng Tây, tiếng Mao Nam cũng được nói ở các địa điểm sau:
- Huyện Nam Đan, Quảng Tây[1]
- Huyện tự trị dân tộc Dao Đô An, Quảng Tây
- Quận Nghi Châu, Quảng Tây
- Huyện Lệ Ba, Quý Châu
- Huyện Bình Đường, Quý Châu

## Âm vị học
Tiếng Mao Nam là ngôn ngữ có thanh điệu với 8 thanh điệu (Lu 2008:90–91), có cấu trúc câu SVO (Lu 2008:169). (Xem tiếng Thái nguyên thủy#Thanh điệu để hiểu giải thích về số âm.) Ví dụ:
man2
3SG
na4
ăn
kʰaːu3
rượu
"Anh/cô ta uống rượu."
man2
3SG
paːi1
đi
hɯ1
chợ
"Anh/cô ta đi chợ."

## Cú pháp
Tiếng Mao Nam hiển thị cấu trúc sửa đổi đầu tiên, tức là từ bổ nghĩa xuất hiện sau khi từ được sửa đổi (Lu 2008:170). Ví dụ:
kʰaːu3
rượu
ɦu4ljaːŋ4
cao-lương
"rượu cao lương"
mu5
lợn
laːu4
to
"con lợn to"
nok7
chim
vin1
bay
"chim bay"
Đôi khi, cấu trúc sửa đổi cuối của phần đầu cũng có thể thực hiện được với sự tham gia của tiểu từ (P.P.) ti5. Ví dụ:
jaːn1
nhà
ndaːu1
1PL
ti5
POSS.PTCL
bo4
trâu
"Con trâu nhà tôi"
(xem bo4 jaːn1 ndaːu1 phổ biến hơn) (Lu 2008:173-174).

## Chữ viết
Hệ chữ viết tiếng Mao Nam được lập vào năm 2010. Hệ thống này dựa trên 26 chữ cái Latinh để hỗ trợ nhập liệu bàn phím tiêu chuẩn. Các chữ cái z, j, x, s, h được thêm vào cuối mỗi âm tiết như các dấu thanh điệu, biểu thị các thanh 2, 3, 4, 5, 6 tương ứng. Thanh đầu tiên (thanh ngang) không được viết. Các âm tiết kết thúc bằng -b, -d, -g, -p, -t, -k cũng không phân biệt thanh điệu. Hệ chữ này đang được sử dụng bởi một bộ phận nhỏ giới trí thức Mao Nam. Ví dụ:
Chữ:
IPA:
Nghĩa:
Hez
ɦe²
1SG
suen
suːn¹
dạy
ngz
ŋ²
2SG
nhieij
ˀnjai³
mua
hux
ɦu⁴
gạo
gangs
kaːŋ⁵
khâu
deih
dai⁶
túi
tuet
tuːt⁷'
cởi
mad
maːt⁸'
tất
Câu: "Ta dạy con mua gạo, khâu túi và cởi tất."